# 西遊記の登場人物一覧
西遊記の登場人物一覧（さいゆうきのとうじょうじんぶついちらん）は、中国の伝奇小説『西遊記』に登場する架空の人物・神仙・妖怪の一覧である。

## 三蔵一行
三蔵法師（さんぞうほうし）
本名は陳江流。法名は玄奘三蔵（げんじょうさんぞう）。
孫悟空（そん ごくう）
本作品の主人公。三蔵法師の総領弟子。通称は孫行者（そん ぎょうじゃ）、あるいは悟空と呼ばれる。腕っぷしが非常に強く、妖術にも天賦の才を見せる知勇兼備の猛者。天界を騒がせて釈迦如来に拘束されたところを三蔵に弟子入りし旅に加わる条件で解放された。気性が荒く傲慢な面があり三蔵の頭を悩ませることもしばしばだが、本質は礼儀正しく目上を敬い仲間を大切にする熱い心の持ち主。
猪悟能（ちょ ごのう）
三蔵法師の二番弟子。通称は猪八戒（ちょ はっかい）と呼ばれる。
沙悟浄（さ ごじょう）
三蔵法師の三番弟子。通称は沙和尚（さ おしょう）と呼ばれる。
玉龍（ぎょくりゅう）
元は西海龍王敖閏の第3太子であり、後に三蔵が乗っている白馬に化身している。

## 妖怪退治に助力する神仙
釈迦如来（しゃかにょらい）
観世音菩薩（かんぜおんぼさつ）
玉皇大帝（ぎょくこうたいてい）
哪吒太子（なた たいし）
顕聖二郎真君（けんせいじろうしんくん）
玉皇大帝の外甥であり、玉皇大帝の妹・瑤姫と楊氏の間に生まれた子。
太上老君（たいじょうろうくん）
鎮元大仙（ちんげんたいせん）
昴日星官（ぼうにちせいかん）
二十八宿の昴宿。本性はニワトリ（昴日鶏）。
霊吉菩薩（りょうきちぼさつ）
黎山老母（れいざんろうぼ）
弥勒菩薩（みろくぼさつ）
毘藍婆菩薩（びらんばぼさつ）
昴日星官の母。
須菩提祖師（しゅぼだいそし）
恵岸（えがん）
観世音菩薩の一番弟子で、哪吒太子の兄。本名は李木吒。
文殊菩薩（もんじゅぼさつ）
普賢菩薩（ふげんぼさつ）
火焔山の土地神
福星
禄星
寿星

## 退治される妖怪
混世魔王（こんせいまおう）
悟空が仙人修行を行っている際に花果山を乗っ取った巨人。巨大な刀を武器に悟空を迎え撃つが、分身の術で圧倒されあっさり討伐される。
黒風怪（こくふうかい）
三蔵法師の金襴の袈裟を盗んだ黒熊の精。仲間に袈裟を見せびらかそうとするも、悟空と観世音菩薩により散々懲らしめられ、観世音菩薩の弟子になった。
黄風大王（こうふうだいおう）
正体は霊山の茶色の貂。天地を覆うほどの勢いで繰り出す三昧神風が得意技。
虎先鋒（こせんぽう）
黄風大王配下の虎の妖怪。自らの皮を剥ぐ金蝉脱穀の術を使う。三蔵法師を誘拐したが、悟空との戦闘に敗れ逃げた所を八戒の馬鍬で攻撃され死亡した。
白骨夫人（はっこつふじん）
白虎嶺白骨洞の白骨の精。肉体を捨てて他人の体を乗っ取る技を持つが、本体である白骨を悟空に叩き潰され絶命した。
黄袍怪（こうほうかい）
正体は天界の二十八星宿の一人・奎宿（奎木狼）。宝象国の王女・百花公主をさらって嫁にしていた。三蔵法師を誘拐して虎に変え、自分は美貌の好青年に変身して宝象国王を欺くが、宴席で酒を飲みすぎて正体をばらしてしまい、沙悟浄が花果山から連れてきた悟空によって捕えられ、天界に強制送還された。
烏鶏国の偽国王
烏鶏国の国王を殺し、自身が国王に変化して王座に着いていた。実は文殊菩薩乗用の青毛の獅子
金角大王（きんかくだいおう）
平頂山蓮花洞の大王。銀角大王の兄。
銀角大王（ぎんかくだいおう）
平頂山蓮花洞の大王。金角大王の弟。
金角・銀角の母
圧竜洞の九尾の狐の精。悟空に打ち殺され、成り済まされる。
狐阿七大王（こあしちだいおう）
上記九尾狐の弟。銀角を封印され逆襲に燃える金角に加勢するが、八戒によって殺害される。
虎力大仙（こりきだいせん）
道士に化けた黄毛虎の精。
鹿力大仙（ろくりきだいせん）
道士に化けた白毛鹿の精。
羊力大仙（ようりきだいせん）
道士に化けた羚羊の精。
紅孩児（こうがいじ）
枯松澗火雲洞の主。聖嬰大王と号する。牛魔王と羅刹女の息子。鼻から強烈な火炎を吹き出す三昧真火（ざんまいしんか）が得意技。武器は火炎槍。圧倒的な火力で悟空たちを叩きのめすが、観世音菩薩の計略にはまって降参する。
黒大王（こくだいおう）
霊感大王（れいかんだいおう）
観世音菩薩（魚藍観音）の蓮池にいた金魚。恐ろしい半魚人の姿をしていて、村を支配し年に一度の生贄を要求していた。二本の棍棒を巧みに使い敵を打つ。
獨角兕大王（どっかくじだいおう）
実は太上老君乗用の青牛。青牛怪とも。太上老君愛用の金剛の環を持って逃げた。相手の武器を奪うのが得意。
如意真仙（にょいしんせん）
牛魔王の弟。西梁女国の落胎泉を独占している。武器は如意鈎。
蠍の精（サソリのせい）
天竺大雷音寺の女妖怪。別名は琵琶精で、釈迦如来の手指を刺した経歴を持つ。尾のトゲは倒馬毒の杭。悟空は昴日星官に彼女の退治を依頼する。
六耳獼猴（ろくじびこう）
何にでも変化することが可能な、六個の耳を持つ化け猿。孫悟空に寸分たがわぬ変化を見せたが、釈迦如来に見破られる。逃走しようと虫に変化した所を悟空に撲殺された。
牛魔王（ぎゅうまおう）
平天大聖の異名を持つ牛の妖怪で、悟空の義兄弟。火焔山の妖怪軍団の頭領。
鉄扇公主（てっせんこうしゅ）
修行の末、正果を得た女地仙。羅刹女（らせつにょ）とも。牛魔王の正妻にして、紅孩児の母。芭蕉扇を持ち、武器は青峰の剣。
玉面公主（ぎょくめんこうしゅ）
牛魔王の妾。積雷山摩雲洞の白面狐狸の精。
万聖竜王（ばんせいりゅうおう）
乱石山碧波潭に棲む龍。金光寺の舎利を盗み出させていたが、八戒に屋敷を荒らされた挙句逃げ出したところを悟空の如意棒で脳天を叩き割られて死亡した。
九頭駙馬（きゅうとうふば）
万聖竜王の娘婿。その名の通り九つの頭を持つ妖怪。正体は鳥の妖怪だった。
黄眉大王（こうびだいおう）
にせの雷音寺を作り、仏に化けて三蔵法師を喰らおうとした妖怪仙人。悟空を金鐃に閉じ込めて溶かそうとするが、天界から駆け付けた亢金竜（こうきんりょう）の角を利用され脱出されてしまう。その後スイカの種に化けて体内に侵入した悟空に倒され、降伏する。
紅鱗大蟒（こうりんたいもう）
七絶山の駝羅荘に棲む大蛇（うわばみ）。
賽太歳（さいたいさい）
観世音菩薩の乗用金毛の獣。紫金鈴という炎、煙、砂塵を撒き散らす鈴を持っている。朱紫国の皇后をさらって后にしようとした。
蜘蛛の精（クモのせい）
盤糸嶺の盤糸洞に住む七人の女妖魔。へそから糸を吐く能力を持つ。三蔵法師と八戒を捕え喰らおうとするが、悟空に捕獲されて百眼魔君の人質として突き出され、彼が三蔵法師を手放そうとしなかったため悟空によって皆殺しにされた。
昆虫妖怪（こんちゅうようかい）
蜘蛛の精が捕獲した昆虫（黒蜂、スズメバチ、蚋、アブ、藪蚊、ミツバチ、トンボ）の妖怪で、彼女たちの養子。蜘蛛の精に命じられて悟空たちを襲撃するが、悟空が抜いた毛を鷹に変えられ、全員捕食された。
百眼魔君（ひゃくがんまくん）
黄花道觀の主。七人の蜘蛛の精の兄長。三蔵法師に毒を持って喰らおうとした。全身の目から光を放ち相手をマヒさせる力を持ち、一度は悟空を倒した。実はムカデの精で、昴日星官の母親毗藍婆菩薩に打ちのめされ門徒となった。
青獅王（せいしおう）
獅駝嶺の一大王。実は文殊菩薩乗用の青毛の獅子。第二次に三蔵一行を狙う。
黄牙白象
獅駝嶺の二大王。実は普賢菩薩乗用の白象。
大鵬金翅鳥（たいほうこんじちょう）
獅駝嶺の三大王。実は鳳凰の子。ひと羽ばたきで8万里を飛ぶことができ、そのスピードは悟空の筋斗雲すらしのぐ。
比丘国国丈（びくこくこくじょう）
寿老人乗用の白鹿。
比丘国美后（びくこくびごう）
比丘国国丈の娘と称していた白狐の精。
地湧夫人（ちようふじん）
如来の香花と宝燭を盗んだ金鼻白毛の鼠の精。三蔵法師に一目ぼれし、求愛する。托塔李天王により捕獲され、彼の養女に迎えられた。
3つの名と呼ばれており、天界では「半截観音」（はんせつかんのん）、地上では「金鼻白毛の鼠の精」、地下では「地湧夫人」と名乗っていた。
南山大王（なんざんだいおう）
ユキヒョウの妖怪。陰霧山の連環洞に住み、鉄の杵を武器にする。自分の囮を作って悟空らと闘わせ、その隙に三蔵を誘拐した。三蔵の首のニセモノを作って悟空たちを諦めさせようとしたが、そのことに怒った悟空と八戒により倒された。
九霊元聖（きゅうれいげんせい）
太乙救苦天尊乗用の九頭の黄毛の獅子。7匹の獅子妖怪を率いていた。
辟寒大王（へきかんだいおう）
辟暑大王（へきしょだいおう）
辟塵大王（へきじんだいおう）
いずれも犀の妖怪。仏に化けて自らをたたえさせ、灯篭にともした油を盗み食いしていた。八戒に首を切り落とされて死亡する。
玉兎の精（ぎょくとのせい）
天竺国王女に変化して、唐三蔵を婿にしようと企てた。実は月で仙薬を搗く玉兎で、悟空に捕えられて月に送り返された。武器は仙薬を搗くための短い杵。

## その他の人間
高翠蘭（こうすいらん）
猪悟能の妻、高太公の三女。
高太公（こうたいこう）
高翠蘭の父、猪悟能の義父。烏斯蔵国高老荘の裕福な商家で、娘婿が妖怪では体裁が悪いと言う理由で、三蔵法師一行に猪悟能の退治を依頼する。
烏鶏国王（うけいこくおう）
百花公主（ひゃっかこうしゅ）
宝象国の王女。
西梁女国女王（さいりょうじょこくじょおう）
車遅国王（しゃちこくおう）
朱紫国王（しゅしこくおう）
金聖皇后（きんせいこうごう）
天竺国王女（てんじくこくおうじょ）